# Cedusa isinara
Cedusa isinara är en insektsart som beskrevs av Kramer 1986. Cedusa isinara ingår i släktet Cedusa och familjen Derbidae. Inga underarter finns listade i Catalogue of Life.